# Szákfy-Szabó Amália

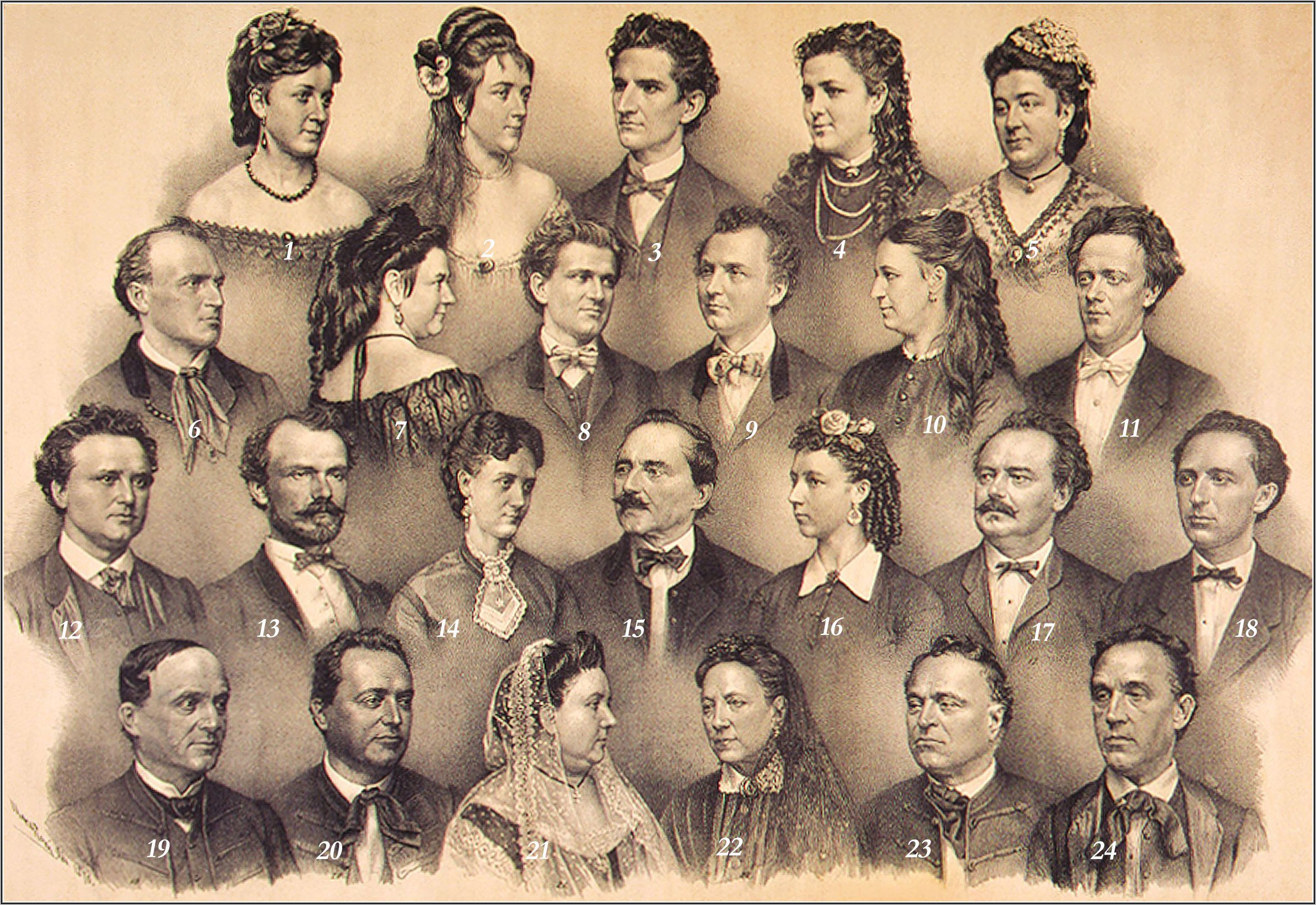
Az 1870-es debreceni színtársulatról készített tablón sorrendben a következő színészek láthatók: 1. Szakáll Róza (1848–1926); 2. Tannerné Szabó Róza, később Erkel Sándorné (1850–1922); 3. Bercsényi Béla (1844–1901); 4. Blaha Lujza (1850–1926); 5. Mándoky Béláné [Presly] Morzsai Emma (1844–1923); 6. Rónai Gyula (1828–1874); 7. Hetényi Laura, Molnárné (1830–1874); 8. Mándoky Béla (1839–1918); 9. Együd István (1838–1882); 10. Dalnoki Béniné, Konti Fáni (1842–1908); 11. Vízvári Gyula (1841–1908); 12. Gerecs János (1843–1910); 13. Dalfi Lőrinc; 14. Takács Emese, Bercsényiné (1847–1914); 15. Szabó József (1814–1875); 16. Szomolnoki Erzsi, Balla Istvánné; 17. Tanner István (1828–1878); 18. Dalnoki Béni (1838–1914); 19. Foltényi Vilmos (1820–1905); 20. Zöldi Miklós (1821–1876); 21. Foltényiné, Szákfy-Szabó Amália (1830–1901); 22. Zöldiné Szabó Julianna (1812–1886); 23. Dózsa József (1815–1886); 24. Philippovits István (1822–1885)

Szákfy-Szabó Amália (Arad, 1830. március 15. – Debrecen, 1901. december 3.) színésznő.

## Életútja
Szabó Ferenc önálló férfi szabó és Boros Zsuzsanna leányaként született. Apja korán elhunyt, így rokona, Szákfy József nevelte. Gyermekkorában ezért Szákfy Amália néven lépett színpadra. 1837-től kisebb szerepekben tűnt fel, először a Paraszt mint dús című darabban alakított postást. Az 1830-as évek végén Pály Eleknél működött Erdélyben, ahol Kántornéval és Dérynével játszott együtt. 1845-ben feleségül ment Feleky Miklóshoz, akitől néhány év múlva elvált. 1846-ban Debrecenben szerepelt, s ugyanebben az évben a Nemzeti Színházban is fellépett az Egy pohár vízben Abigail, Farsangi iskolában pedig Veronka szerepében. 1856-ban részt vett Szabó József társulátával egy bécsi vendégjátékon, majd 1860-61-ben Szegedre szerződött. 1861-ben kötött házasságot Foltényi Vilmossal, s innentől haláláig hol Debrecenben, hol Nagyváradon működött 1875-ig. 1887. december 2-án ünnepelte az 50 éves színészi jubileumát a Fenn az ernyő, nincsen kas című darabban és egyben a színpadtól is elbúcsúzott.

## Fontosabb szerepei
- Margit (Lukácsy S.: Egy magyar plébános)
- Isabeau királyné (Schiller: Az orléans-i szűz)
- Gertrudis, Melinda (Katona József: Bánk bán)
- Viola (Szigligeti E.: Pünkösdi királynő)

## Működési adatai
1834: Kassa, Fehérvár, Komárom, Győr; 1835: Szombathely, Győr, Kassa, Debrecen; 1836: Kassa, Füred, Miskolc, Eger; 1846: Pécs; 1847–50: Kolozsvár; 1850–51: Arad; 1851–54: Győr; 1855–59: Arad; 1861–1901: Debrecen.